# Melanerpes hoffmannii
Melanerpes hoffmannii là một loài chim trong họ Picidae.